# مشط التردد

نوع جديد من ضوء الليزر يدعى مشط التردد الضوئي يمكن أن يستخدم لقياس ترددات الضوء والفترات الزمنية بشكل أكثر دقة وسهولة مما في السابق
خلال طرفة عين، تكمل موجة الضوء المرئي كوادريليون (مليون مليار) اهتزازة أو دورة. وهذا العدد الهائل يتيح فرصا ويمثل تحديا. أما الفرص، فأنها تبشر بتطبيقات عديدة داخل المختبرات وخارجها. وهي أساس قدرتنا على قياس ترددات وأزمنة بدقة متناهية، حيث يعول العلماء على تلك المهارة للتحقق بشكل أفضل من قوانين الطبيعة، كما يتوقف عليها نظام التموضع العالمي (GPS) مثلاً. وأما التحدي فيتركز على استحالة مقارنة الضوء بتقنيات تعمل بشكل جيد في مجال الموجات الكهرومغناطيسية المنخفضة الترددات.
والآن وبسبب التطورات الثورية في مجال فيزياء الليزر، أصبح في متناول الباحثين تقنيات يمكنها أن تطلق الإمكانيات الكامنة، التي حال التردد العالي للضوء المرئي دون إدراكها. فقد طور العلماء بشكل خاص، تجهيزات للاستفادة من الضوء ليزري يدعى «مشط التردد الضوئي». هذا المشط - الذي يشبه مسطرة للضوء متعددة الأغراض، ومؤلفة من عشرات أو مئات الآلاف من العلامات اللحظية المتقاربة المسافات. ويمكن لهذا المشط ان يشكل جسرا يغطي الفجوة الترددية بين الموجات الميكرونية والضوء المرئي. كما تعطينا قياسات ميكرونية الدقيقة بيانات دقيقة على السواء عن الضوء بمساعدة المشط الضوئي.
هناك عدد كبير من التطبيقات على طول الخط. فالامشاط الضوئية سوف تؤهل لجيل جديد أكثر دقة من ساعات ذرية وكواشف كيميائية فائقة الحساسية ووسائل تحكم في التفاعلات الكيميائية باستخدام الليزر. ويمكن للأمشاط الضوئية أن تزيد حساسية الليدر (Lidar) ومداه، وأن تعطي أيضا زيادة كبيرة في عدد الإشارات التي تنتقل عبر الألياف البصرية.
والأمشاط سوف تبسط كثيرا عملية قياس الترددات الضوئية بدقة عالية. فقد كان قياس هكذا يتطلب في القرن العشرين فريقا من حاملي الدكتوراه يعملون في غرف مليئة بأجهزة الليزر ذات التردد الواحد. أما الآن، فإن على طالب الدراسات العليا أن يحصل على نتائج مماثلة بتجهيزات بسيطة مستخدما أمشاط الترددات الضوئية. كما تنبثق الساعات الذرية الضوئية الجديدة من هذا التبسيط. فكما ان البندول في الساعات القديمة يحتاج إلى تروس عدة للتسجيل الوقت وإعادة مؤشري الساعة ببطء، فإن الساعة الذرية تستخدم مشط التردد الضوئي لعد اهتزازات الضوء وتحويلها إلى إشارة إلكترونية مفيدة. ومنذ العام 2007 فقط استخدم العلماء والباحثون الأمشاط الضوئية كي يتخطوا الساعات الذرية التي أساسها السيزيوم (Cesium) والتي اعتبرت أفضل النظم المتاحة على مدى عقود.
إن مشهد التغيير في استحداث الأمشاط الضوئية يماثل، في بعض النواحي، تلك القفزة المتقدمة، التي نتجت عن اختراع كاشف الذبذبات منذ مئة عام. فقد بشرت تلك الأداة بقدوم عصر حديث للإلكترونيات، بإتاحة عرض الإشارات مباشرة، وهذا يسهل تطوير كل شي بدءا من التلفزيون وحتى الهاتف الجوال. لكن الضوء يهتز أسرع عشرة آلاف مره من كاشف الذبذبات.
تتطلب تطبيقات مشط التردد الضوئي تحكما دقيقا في الضوء عبر طيف عريض من الترددات. فقد كان مستوى التحكم هذا ممكنا للموجات الراديوية لزمن طويل، فيما أصبح ذلك ممكنا الآن فقط بالنسبة للضوء. ولفهم اعمق سوف نشبه التردد بالموسيقى، فقد كان بإمكان الليزر قبل تطوير الأمشاط الضوئية أن يعطي لونا واحد فقط، مثل كمان ذي وتر واحد فيمكنه اصدارنغمة واحدة فقط. فعزف لحن بسيط يتطلب آلات عدة فسوف يلزم لكل كمان عازفه الخاص، تماما مثلما لليزر مشغل خاص.
و في المقابل، يستطيع مشغل ما أن يستخدم مشطا ضوئيا لتغطية الطيف الضوئي كله، وبشكل دقيق يمكننا من عزف سيموفونيات لمئات الآلاف من النغمات الضوئية الصافية

## بعض تطبيقات الأمشاط الضوئية

### الساعات الذرية الضوئية
إن أكثر الساعات ضبطا ودقة حتى الآن هي الساعات الذرية الضوئية، وقد فاقت هذه الساعات النظم المبنية على الموجات الميكرونية التي اعتبرت معيارا منذ عام 1967. وسوف تؤدي دورا محوريا في ملاحة الفضاء والاتصالات بين الأقمار الصناعية والاختبارات البالغة الحساسية في الفيزياء الأساسية وقياسات أخرى.

### الحساسات الكيميائية
لقد أوجد الباحثون كواشف كيميائية ذات حساسية فائقة.مبنية على الأمشاط الضوئية. ويطورون الآن نماذج للآلات التجارية والحساسات التي ترتكز على المشط، وهذا سيمكن شاشات الأمان من تعرف الأخطار بسرعة، كالمتفجرات والبكتريا الضارة وسوف يشخص الأطباء الأمراض عن طريق كشف المواد الكيميائية في زفير المريض

### الليزر العملاق
يمكن عدة بمساعدة أمشاط الترددات، لتشكل سيل مفرد من النبضات بحيث يكون ضوؤها منتظما ومترابطا كما في ضوء الليزر المفرد. ليتم بعدها التحكم في الطيف الكهرومغناطيسي بداء بالموجات الراديوية وحتى الاشعة السينية.

### الاتصالات من بعد
تزيد الأمشاط الضوئية من عدد الإشارات التي يمكن إرسالها عبر ليف بصري واحد إلى عدة اضعاف، ونحتاج فقط على مشط واحد بدلا من عدة ليزرات. كما سيقل التداخل بين القنوات وتصبح الاتصالات أكثر امانا

### كيمياء
يبحث العلماء الآن عن كيفية استخدام الضوء المترابط لليزر في التحكم في التفاعلات الكيميائية. فستجعل الأمشاط الضوئية هذه التقنية أكثر قوة ومصداقية، إذا سيمكننا من تطوير «التفاعلات الكيميائية فائقة البرودة» كما ستعالج في المستقبل القريب التفاعلات البيولوجية الأكثر تعقيدا من التفاعلات الكيميائية.

### الليدر LIDER
يستخدم الرادر الليزري (الليدر - ماسح ومحدد مدى الضوء) ضوء الليزر لتحديد موضع وسرعة وخواص الأجسام البعيدة. ونتيجة لتوليد أنماط موجية لها اشكال مصممة خصيصا، فإننا نتوقع من أمشاط التردد الضوئي أن تزيد حساسية ومجال الليدر بعدة مراحل